# Карло Кротті
Карло Кротті (італ. Carlo Crotti, 19 вересня 1900, Коста-Весковато — 1963, Тортона) — італійський футболіст, що грав на позиції нападника і півзахисника. По завершенні ігрової кар'єри — тренер.
Виступав, зокрема, за клуб «Ювентус», у складі якого був чемпіоном Італії.

## Ігрова кар'єра
Розпочав футбольну кар'єру в команді «Новара», у складі якої виступав у 1919—1922 роках. Після того три сезони грав у клубі «Дертона». Демонстрував непогану результативність, тому повернувся до «Новари»
В 1928 році перейшов у команду «Ювентус». В складі туринського клубу його почали використовувати на позиції півзахисника. В перших двох сезонах не був твердим гравцем основи, але виходив на поле більш-менш регулярно. В 1929 році грав у Кубку Мітропи, коли туринський клуб в 1/4 фіналу поступився чеській «Славії» (1:0, 0:3).
Виграв з командою чемпіонський титул у 1931 році. Зіграв у тому сезоні лише один матч.
Згодом з 1931 по 1934 рік грав у складі команди «Дертона», де уже виступав раніше. Піднявся з командою в Серію В.

## Кар'єра тренера
Розпочав тренерську кар'єру, ще продовжуючи грати на полі, 1932 року, очоливши тренерський штаб клубу «Парма». 
Пізніше двічі очолював клуб «Дертона».

## Статистика виступів

### Статистика виступів у кубку Мітропи
| №                      | Розіграш               | Стадія                 | Дата та місце проведення | Команда 1              | Рахунок                                            | Команда 2      | Голи та інші дії |
| ---------------------- | ---------------------- | ---------------------- | ------------------------ | ---------------------- | -------------------------------------------------- | -------------- | ---------------- |
| 1                      | 1929                   | 1/4                    | 23.06.1929, Турин        | Ювентус                | 1:0 [Архівовано 14 жовтня 2020 у Wayback Machine.] | Славія (Прага) |                  |
| 2                      | 1929                   | 1/4                    | 06.07.1929, Прага        | Славія (Прага)         | 3:0 [Архівовано 15 травня 2021 у Wayback Machine.] | Ювентус        |                  |
| Всього у кубку Мітропи | Всього у кубку Мітропи | Всього у кубку Мітропи | Всього у кубку Мітропи   | Всього у кубку Мітропи | 2                                                  |                | 0                |

## Титули і досягнення
- Чемпіон Італії (1):

«Ювентус»: 1930–1931